# Гамильтон, Чарльз, 8-й граф Хаддингтон
Чарльз Гамильтон, 8-й граф Хаддингтон (англ. Charles Hamilton, 8th Earl of Haddington; 5 июля 1753 — 17 марта 1828) — шотландский дворянин.

## Биография
Родился 5 июля 1753 года. Старший сын Томаса Гамильтона, 7-го графа Хаддингтона (1720—1794), и Мэри Ллойд (? — 1785), вдовы Грешама Ллойда и дочери Роуленда Холта.
19 мая 1794 года после смерти своего отца Чарльз Гамильтон унаследовал титулы 8-го графа Хаддингтона (Пэрство Шотландии), 8-го лорда Байреса и Биннинга (Пэрство Шотландии) и 8-го лорда Биннинга (Пэрство Шотландии).
Шотландский пэр-представитель в Палате лордов Великобритании (1807—1812), лорд-лейтенант Хадиднгтоншира (Ист-Лотиана) в 1804—1823 годах.
Будучи наследственным хранителем парка Холируд в Эдинбурге, лорд Хаддингтон вызвал некоторые споры, отказавшись разрешить членам Клуба Эскулапов расширять дорожки и озеленять участки парка. Он вызвал дальнейшие споры, когда открыл карьер Камстан на скалах Солсбери для поставки брусчатки в Лондон. Общественный резонанс привел к тому, что Палата лордов в 1831 году лишила его сына, Томаса Гамильтона, 9-го графа Хаддингтона, наследственных прав хранителя Королевского парка. Однако Томасу было выплачено 40 000 фунтов стерлингов (что эквивалентно 4,5 миллионам фунтов стерлингов в 2022 году) в качестве компенсации за потерю этой роли.
Лорд Хаддингтон скончался 17 марта 1828 года в возрасте 74 лет.

## Брак и дети
Лорд Хаддингтон женился 30 апреля 1779 года на леди Софии Хоуп (? — 8 марта 1813), дочери Джона Хоупа, 2-го графа Хоуптона, и леди Энн Огилви. У супруго родился один сын:
- Томас Гамильтон, 9-й граф Хаддингтон (21 июня 1780 — 1 декабря 1858).